# Нееман

Нееман (ивр. נעמן‎ — приятность, миловидность) — сирийский военачальник, современник пророка Елисея и правления Иорама, царя Северного царства Израиля (Самарии). Его история содержится в пятой главе 4 книги Царств (4Цар. 5:1-19).

## История Неемана
Упоминается в Ветхом Завете как «Нееман, военачальник армии царя Арамейского» (וְ֠נַעֲמָן שַׂר־ צְבָ֨א מֶֽלֶךְ־אֲר֜ם), «отличный воин», «великий человек у господина своего» (веротяно, царя Арама-Дамаска Бар-Хадада II) «и уважаемый, потому что чрез него дал Господь победу Сириянам».
Нееман страдал от цараата (проказы), и вот однажды одна служанка, пленная израильтянка из северного царства, жившая у него в доме, сказала жене Неемана: «если бы господин мой побывал у пророка [Елисея], который в Самарии, то он снял бы с него проказу его». Слова эти были переданы Нееману, а он пересказал царю Сирии. Тот написал письмо царю Израиля, чтобы тот снял с его полководца проказу, обещая за это большое вознаграждение. Прочитав послание с такой странной просьбой, царь Израиля решил, что это лишь повод для войны. Однако Елисей, услыхав об этом, велел пригласить Неемана к себе.

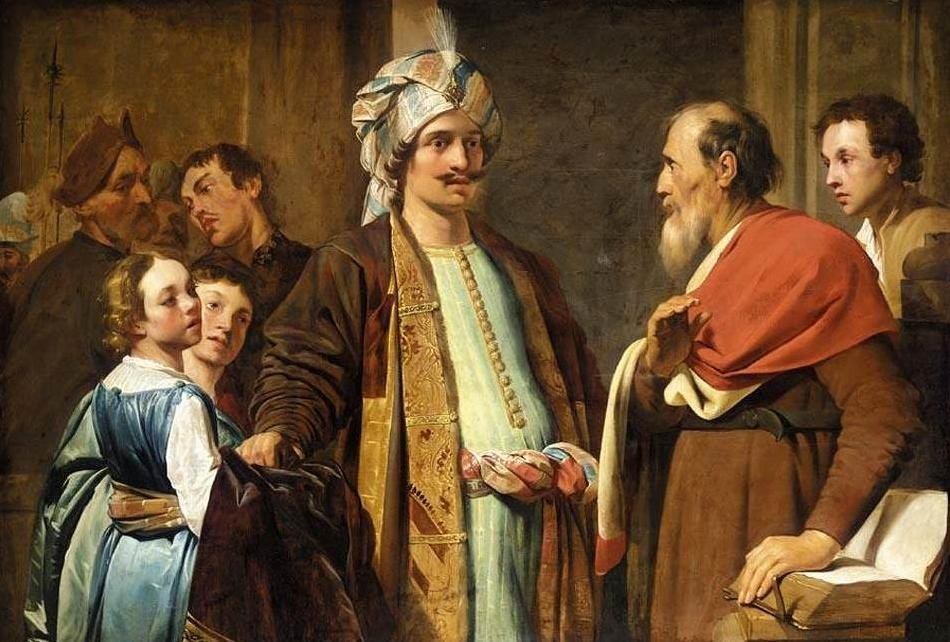
Питер де Греббер. «Елисей отказывается от даров Неемана»

С богатыми дарами Нееман прибыл к дому Елисея, однако, Пророк не вышел к нему, а лишь выслал слугу с посланием: «поди омойся семь раз в Иордане и обновится тело твое у тебя и будешь чист». Это показалось Нееману издевательством, так что он заявил: «разве Авана и Фарфор, реки Дамасские, не лучше всех вод Израильских? Разве бы я не мог омыться в них и очиститься»? Нееман разгневался и хотел уйти. Но слуги его подошли к нему и сказали: «ежели бы пророк велел тебе сделать что-либо трудное, неужели бы ты не сделал? А он тебе сказал только: омойся и очистишься». По совету благоразумных слуг, Нееман отправился на Иордан, окунулся в него семь раз, и тело его сделалось совершенно чистым.
Глубоко поражённый этим чудом, он предложил Елисею свои дары. Но пророк, несмотря на все убеждения, наотрез отказался от них и ничего не принял. Тогда Нееман просил у пророка позволения взять с собою Еврейской земли (с мизбеха — жертвенного алтаря в израильском храме), чтобы в Дамаске построить на ней жертвенник Богу Истинному, потому что он не будет более приносить жертвы другим богам, кроме Бога Израилева, и при этом просил пред пророком прощения у Господа в том, что он по обязанности своей, сопровождая царя в капище Риммона (Баал-Хадада), должен был по необходимости преклоняться там вместе с царем, когда он повергается на землю пред идолом, опираясь на руку его. Пророк отпустил его с миром.
Гиезий, слуга Елисея, увидев, что его господин отказался от богатых даров, догнал Неемана и от имени хозяина выпросил у Неемана два таланта серебра и богатую одежду, что попытался скрыть. За это он был сурово наказан пророком — болезнь сирийского полководца перешла к нему.
Согласно раввинской традиции, воспринятой Иосифом Флавием, Нееман был тем лучником, который смертельно ранил израильского царя Ахава. Нееман считался гер тошав, то есть не совершенным прозелитом, приняв лишь некоторые из заповедей. 

## Упоминание в Новом Завете
Когда Иисус Христос прочитал в синагоге Назарета мессианское пророчество, то собравшиеся начали требовать от Него чудес. Иисус же начал укорять их в неверии и в качестве примера вспомнил историю сирийского военачальника: «Много было прокаженных в Израиле при пророке Елисее, и ни один из них не очистился кроме Неемана Сириянина» («Ναιμὰν ὁ Σύρος», Лк. 4:27). Христианское богословие изображает Неемана как пример Божьей воли к спасению людей, которых люди считают неблагочестивыми и недостойными спасения. 